# 莫尼斯特罗尔-德蒙塞拉特
莫尼斯特罗尔-德蒙塞拉特（加泰隆尼亞語發音：[munisˈtɾɔl də munsəˈrat]）是西班牙加泰罗尼亚巴塞罗那省的一个市镇。总面积12平方公里，总人口2521人（2001年），人口密度210人/平方公里。加泰隆尼亞的宗教聖地蒙塞拉特修道院位於境內。

## 友好城市
- 法國 卢瓦尔河畔莫尼斯特罗勒